# ال رئال د سان بیسنته
ال رئال د سان بیسنته (به اسپانیایی: El Real de San Vicente) یک شهرستان در اسپانیا است که در استان تولدو واقع شده‌است.

## خصوصیات
ال رئال د سان بیسنته ۵۴ کیلومترمربع مساحت و ۱٬۰۵۰ نفر جمعیت دارد و ۸۰۰ متر بالاتر از سطح دریا واقع شده‌است.